# Denizli (tartomány)
Denizli tartomány Törökország egyik tartománya közel az Égei-tengerhez. Északon Uşak, keleten Burdur, Isparta és Afyon, nyugaton Aydın, Manisa, délen pedig Muğla határolja. A tartomány székhelye Denizli.

## Körzetek
A tartomány 19 körzetből (ilcse) áll:
| - Acıpayam - Akköy - Babadağ - Baklan - Bekilli - Beyağaç - Bozkurt - Buldan - Çal - Çameli | - Çardak - Çivril - Denizli - Güney - Honaz - Kale - Sarayköy - Serinhisar - Tavas |

## Denizli kakas
A denizli kakas csak Denizli tartományra jellemző faj, megkülönböztetett jellemzőkkel rendelkezik:
- sötétszürke vagy lilás, hosszú lábak
- hosszú nyak
- hosszú farktollak, melyek a fej felé hajlanak
- nyaktollazata vörös, vagy fekete és piszkosszürke keveréke
- fekete szemek
- súlya 3–3,5 kilogramm
- az első éves kakas kukorékolásának hossza kb. 68 másodperc

A denizli kakasokat a tenyésztők megkülönböztetik színük, testalkatuk és hangmagasságuk alapján is.